# Johannes Blommendael

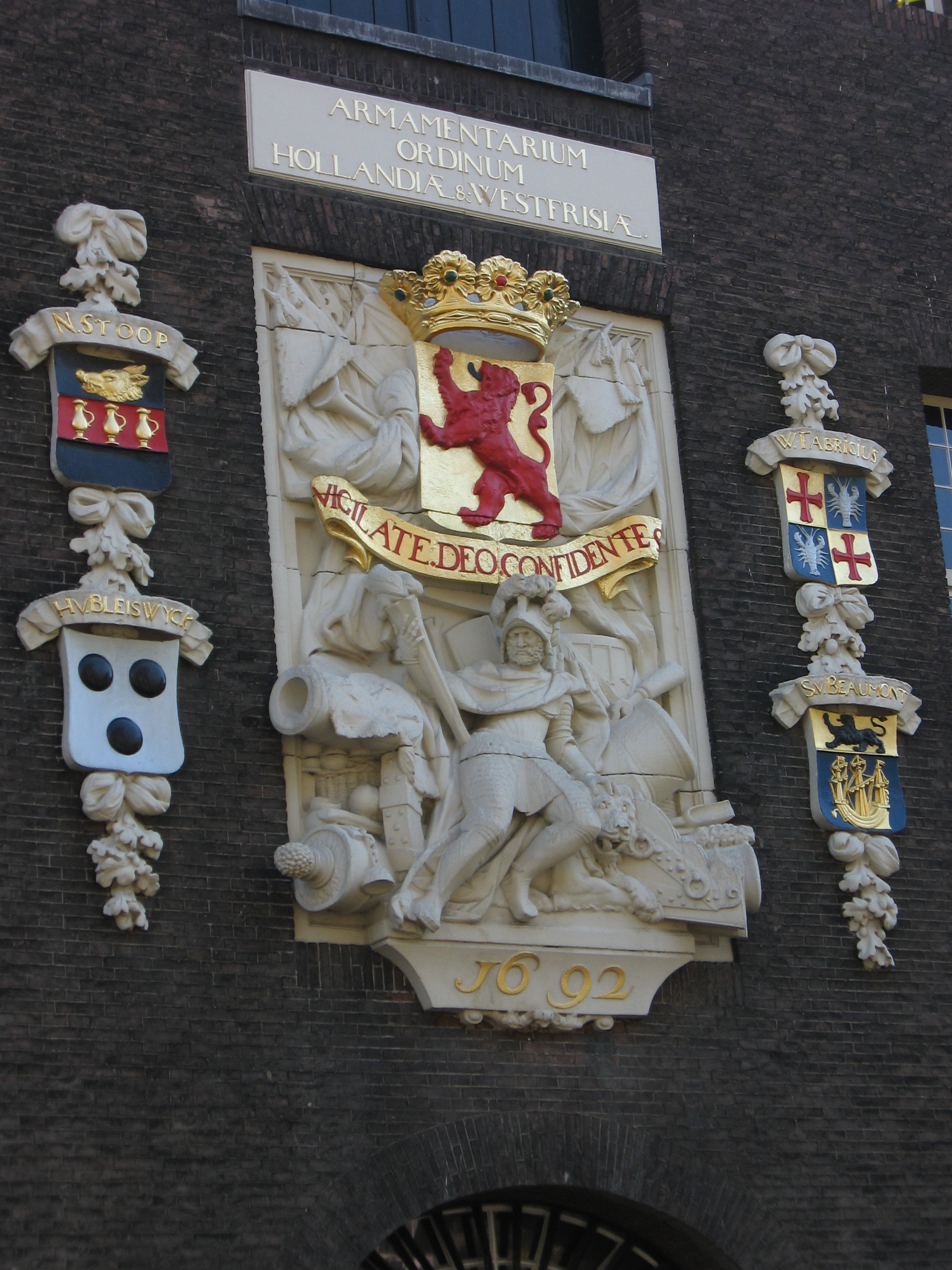
Reliëf van het Armamentarium in Delft (1692))

Johannes (Jan) Blommendael (Den Haag of Breda, ca. 1650 – Amsterdam, 1704 of 1707) was een Nederlands beeldhouwer.
Johannes Blommendael was waarschijnlijk een leerling van Rombout Verhulst en werd in 1675 lid van de Haagse academie Pictura. In het verlengde van Verhulst kreeg hij opdrachten voor graftekens, zoals die voor Jacob de Brauw in de kerk van Kethel uit 1684 en die voor schout-bij-nacht Johan van Brakel in de Sint-Laurenskerk te Rotterdam. Hij maakte ook een reliëf voor het Arsenaal in Delft. Hij werkte voor verschillende Duitse opdrachtgevers en voor stadhouder-koning Willem III. Enkele portretten van Willem III bevinden zich in het Mauritshuis. Hij vervaardigde ook tuinsculpturen, maar de meeste daarvan zijn niet bewaard gebleven.